# Rune B. Johansson
Rune B. Johansson (1915–1982) foi um político sueco membro do Partido Social-Democrata. Ele serviu como Ministro do Interior (1957–1962) e Ministro da Indústria (1971–1976).

## Biografia
Johansson nasceu em Ljungby em 1915. Iniciou a sua carreira política ao ingressar no movimento juvenil do Partido Social-Democrata e, a seguir, fez parte do conselho municipal. Ele foi Ministro do Interior no período de 1957 a 1962 no governo liderado por Tage Erlander. Ele também serviu como Ministro da Indústria de 1971 a 1976. Ele foi o coautor de um livro intitulado SABO-företagen i den nya bostadspolitiken, publicado em 1967. Ele faleceu em 1982.